# Metalace
Metalace jsou chemické reakce, při kterých se navazují atomy kovu na organické sloučeniny, obvykle přitom nahrazují atomy halogenů. V laboratořích se obvykle používají k aktivaci organických molekul v průběhu vytváření vazeb C—X (kde X je většinou uhlík, kyslík nebo dusík), jež jsou potřebné k tvorbě dalších organických sloučenin.
Metalovaná činidla mívají nejčastěji využití při nukleofilních substitucích, reakcích s přenosem jednoho elektronu a redoxních reakcích funkčních skupin na jiných molekulách (jako jsou ketony, aldehydy a halogenalkany). Metalované molekuly se také účastní acidobazických reakcí, kde organokovové činidlo deprotonuje organickou molekulu za vzniku nového organokovového činidla.
Nejrozšířenější skupinou metalovaných sloučenin jsou organolithné sloučeniny a Grignardova činidla; v laboratořích i průmyslu se však používají i jiné organokovové sloučeniny, například organozinečnaté sloučeniny.

## Historie
Metalaci v laboratoři poprvé pozoroval Edward Frankland při syntéze diethylzinku v roce 1849.
Tento objev vedl k vývoji organokovových sloučenin odvozených od jiných kovů, které ovšem měly jen omezené využití v laboratořích, protože byly drahé a značně pyroforické. Rozvoj metalací (převážně transmetalací) nastal až po Grignardovu objevu přípravy organohořečnatých halogenidů přímo z kovového hořčíku a organohalogenidů.
Tato organohořečnatá činidla našla díky možnosti provádět metalace mnoha různých substrátů široké využití v laboratořích.
Organolithné sloučeniny byly poprvé připraveny roku 1917, ovšem jejich využívání se rozšířilo až poté, kdy Karl Ziegler, Henry Gilman a Georg Wittig vyvinuly jednodušší metody jejich přípravy.
Po objevu těchto vylepšení došlo k výraznému nárůstu zájmu o tyto sloučeniny, protože jsou většinou reaktivnější než organohořečnatá činidla. První použití organolithného činidla k metalaci bylo popsáno v roce 1928, šlo o reakci fluorenu s ethyllithiem.

## Reaktivita a použití
Mnoho jednou metalovaných sloučenin lze zakoupit v pevném skupenství i jako roztoky, přičemž roztoky jsou dostupné v řadě různých rozpouštědel i koncentrací. Také je lze připravit v laboratoři jako in situ meziprodukty nebo jako roztoky.

### Reaktivita metalovaných sloučenin
Velký rozdíl v elektronegativitě atomů uhlíku a kovu u většiny metalovaných sloučenin způsobuje značnou polaritu vazby uhlík-kov. Vysoká polarita vazby a z toho vyplývající vysoká elektronová hustota okolo metalovaného uhlíkového atomu způsobuje, že se povaha vazby blíží vazbě iontové. Metalované sloučeniny tak bývají dobrými nukleofily a silnými zásadami.
Metalované sloučeniny mají největší využití v organické syntéze, kde slouží jako nukleofily při nukleofilních substitucích, jako silné zásady při deprotonacích, iniciátory polymerizací a jako výchozí materiály pro přípravu dalších organokovových sloučenin transmetalačními reakcemi.
Stericky narušované metalované sloučeniny, například komplexy n-butyllithia se často používají jako superzásady či iniciátory polymerizací, protože jimi vyvolávané sterické efekty narušují možnosti sloučenin přiblížit se k nukleofilům dostatečně blízko na provedení nukleofilního ataku. Sloučeniny bez těchto vlastností, například methyllithium a alkylhořečnaté halogenidy, se většinou používají jako nukleofily nebo transmetalační činidla, i když jejich silně zásaditá povaha často vyžaduje ochranu zásaditých funkčních skupin nacházejících se v organických molekulách.

## Mechanismus
Metalace se obvykle využívá k syntéze složitějších organokovových sloučenin, jako jsou alkynyllithná činidla, z uhlovodíků obsahujících kyselé vodíky. Při mezimolekulárních i vnitromolekulárních metalacích reakce probíhá přes acidobazickou funkcionalizaci vazby C-H párováním kovu (M) se zásadou (B) podle následujícího schématu:
{\displaystyle {\ce {{M-B}+ R-H <=> {M-R}+ B-H}}}
Relativní stabilita konečných produktů závisí na tom, zda je reakce vratná či nevratná a relativní kyselost vazeb C-H v metalovaných molekulách určuje, kam v molekule reaktantu se kov naváže.
První mechanismus metalace, založený na soustředěné metalaci-deprotonaci (CMD), navrhli v roce 1955 S. Winstein a T. G. Traylor na základě elektrofility rtuti při acetolýze difenylrtuti v kyselině octové.
Pozdější mechanistické studie podpořily tento mechanismus u mezimolekulárních i vnitromolekulárních metalací. Všeobecně přijímaný mechanismus je znázorněn níže, jako příklad je zde použita metalace primárního vodíku.

### Transmetalace
Transmetalace je výměna dvou kovů mezi organickými molekulami prostřednictvím redoxní záměny. Často jde o reakci organolithného činidla se solí kovu.

### Organolithné sloučeniny
Při přípravě jednoduchých organolithných činidel redukcí jednoho ekvivalentu alkyl- nebo arylhalogenidu dvěma ekvivalenty lithia vzniká jeden ekvivalent alkyl- nebo aryllithné sloučeniny a jeden ekvivalent lithného halogenidu.
{\displaystyle {\ce {{R-X}+ 2Li -> {R-Li}+ Li-X}}}
Reakce probíhá radikálovým mechanismem a pravděpodobně je iniciována jednoelektronovým mechanismem (znázorněným níže).
Podobně může hořčík metalovat organohalogenidy za vzniku Grignardových činidel